# BIG SHOW 2010
BIG SHOW 2010는 빅뱅의 일곱 번째 콘서트 투어이다. 이 콘서트의 공연 실황을 담은 DVD가 2010년 4월 19일에 발매되어 4만장의 판매량을 기록했다. 이 콘서트는 3회에 걸쳐 열려 약 40억원의 매출을 기록했다. 또한 2011년 2월 2일에는 이 콘서트의 공연 실황을 담은 3D 영화 2010 빅뱅 라이브 콘서트 빅쇼 3D가 개봉되었다.

## 스페셜 게스트
- 2NE1

## 투어 일정
| 날짜            | 도시 | 국가     | 장소                   | 관객 수       |
| --------------- | ---- | -------- | ---------------------- | ------------- |
| 2010년 1월 29일 | 서울 | 대한민국 | 올림픽 공원 체조경기장 | 통산 39,000명 |
| 2010년 1월 30일 | 서울 | 대한민국 | 올림픽 공원 체조경기장 | 통산 39,000명 |
| 2010년 1월 31일 | 서울 | 대한민국 | 올림픽 공원 체조경기장 | 통산 39,000명 |

## 세트 리스트
- Opening VCR -
- 거짓말 Hitchhiker Remix
- 가라가라 고!!

- Ment - 
- 반짝반짝
- Wonderful
- 声を聞かせて (목소리를 들려줘)
- 할렐루야

- VCR #2 -  
- Strong Baby Hitchhiker Remix (승리 Solo)
- Where U At (태양 Solo)
- 웨딩드레스 (Wedding Dress) (태양 Solo)
- 아무렇지 않은 척 (T.O.P Solo)
- Fire (2NE1)

- Ment -
- I Don't Care (2NE1)
- How Gee
- STYLISH (THE FILA)
- Number 1

- VCR #3 (TURN IT UP MV) -
- 솜사탕 (대성 Solo)

- Ment -
- Ballad Medley (대성, 승리)

1. 눈물뿐인 바보
2. I Don't Understand
3. 멍청한 사랑
4. Oh Ma Baby
5. Remenber

- Ment -
- 착한 사람
- Stay
- 하루하루

- VCR #4 (1박 2일) -
- Heartbreaker (지드래곤 Solo)
- Korean Dream (GD X TAEYANG)
- Always
- 천국 + 바보

- Ment -
- 마지막 인사

- Encore - 
- 붉은 노을
- 거짓말

- Ending -